# دانيال إس. مارتن
دانيال إس. مارتن (بالإنجليزية: Daniel S. Martin)‏ هو لاعب كرة قدم أمريكية أمريكي، ولد في 31 أغسطس 1879 في مقاطعة بربور في الولايات المتحدة، وتوفي في 5 نوفمبر 1949 في برمنغهام في الولايات المتحدة.